# Yamashita Kunihiro
Kunihiro Yamashita (sinh ngày 29 tháng 5 năm 1986) là một cầu thủ bóng đá người Nhật Bản.

## Sự nghiệp câu lạc bộ
Kunihiro Yamashita đã từng chơi cho Roasso Kumamoto.